# Zappa Plays Zappa

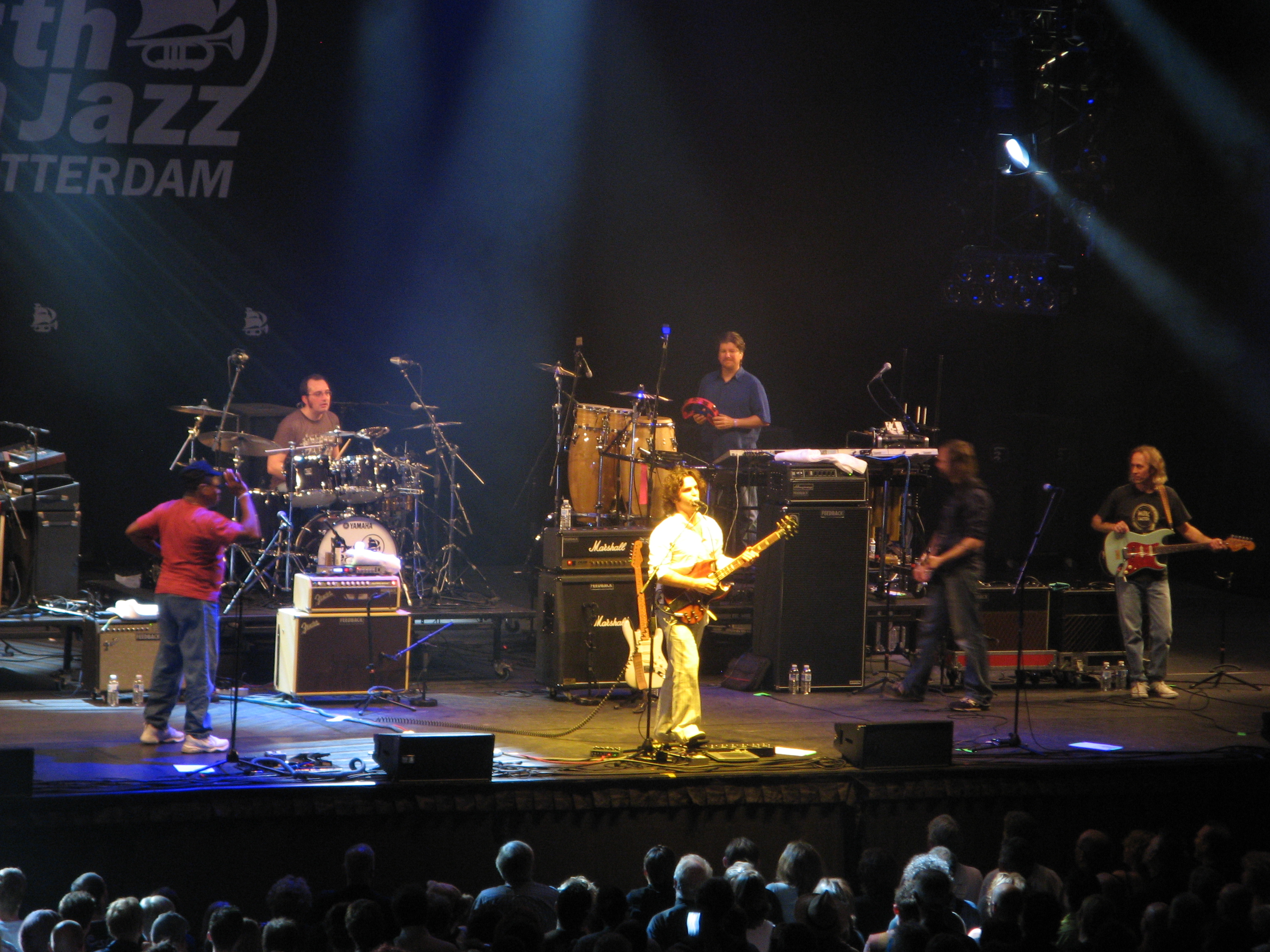
Zappa Plays Zappa, North Sea Jazz Festival, Ahoy, Rotterdam, 2008

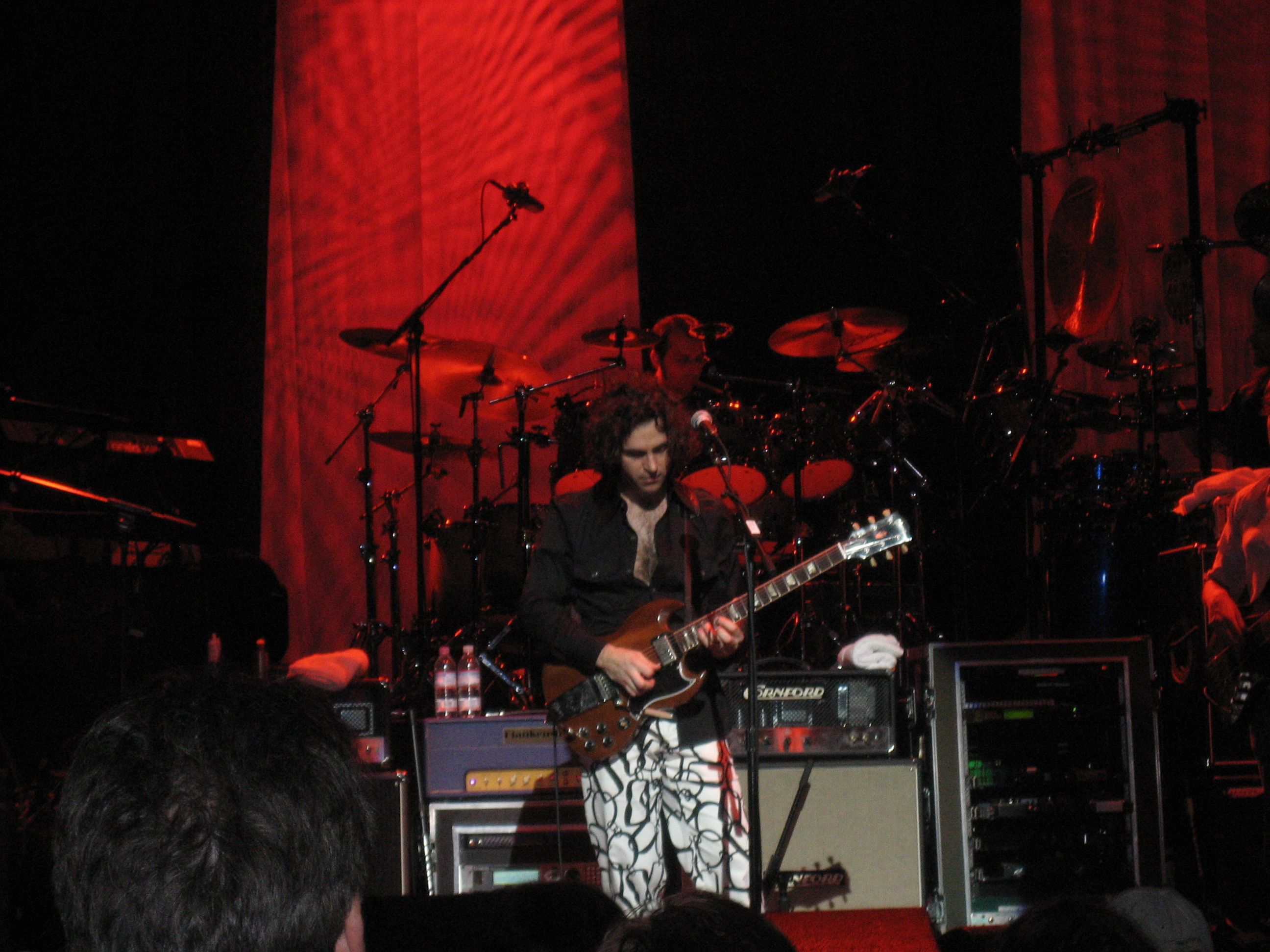
Dweezil Zappa bei der
Zappa-Plays-Zappa-Tour,
San Francisco, 2006

Zappa Plays Zappa ist der  Name einer Konzerttournee und einer Band, die von Dweezil Zappa, dem ältesten Sohn des amerikanischen Musikers und Komponisten Frank Zappa, geleitet wird. Zappa Plays Zappa widmet sich der Aufführung der Musik von Frank Zappa.

## Konzert-Tourneen
Die Band trat erstmals im Jahre 2005 mit der Show Zappa Plays Zappa – Tour de Frank in Europa, Kanada und den Vereinigten Staaten auf. Sie präsentierte eine Auswahl von Rockstücken aus den 1960er- bis 1980er-Jahren. Neben Dweezil Zappa als Leadgitarrist bestand die Band aus jungen Musikern und einigen früheren Weggefährten von Frank Zappa, unter anderem Napoleon Murphy Brock (Saxophon, Flöte und Gesang). Als Gäste traten der Schlagzeuger Terry Bozzio und der Gitarrist Steve Vai auf.  In Teilen der Show wurde zu Audio- und Videodarstellungen Frank Zappas und seiner Musik gespielt, etwa in den Stücken Chunga’s Revenge, Dumb All Over und Cosmik Debris.
Nach einer Unterbrechung trat die Band im Herbst 2006 in den Vereinigten Staaten erneut auf, darunter auch zu Halloween am 31. Oktober in New York. Die 2006er-Show ist als DVD im Jahre 2008 erschienen.

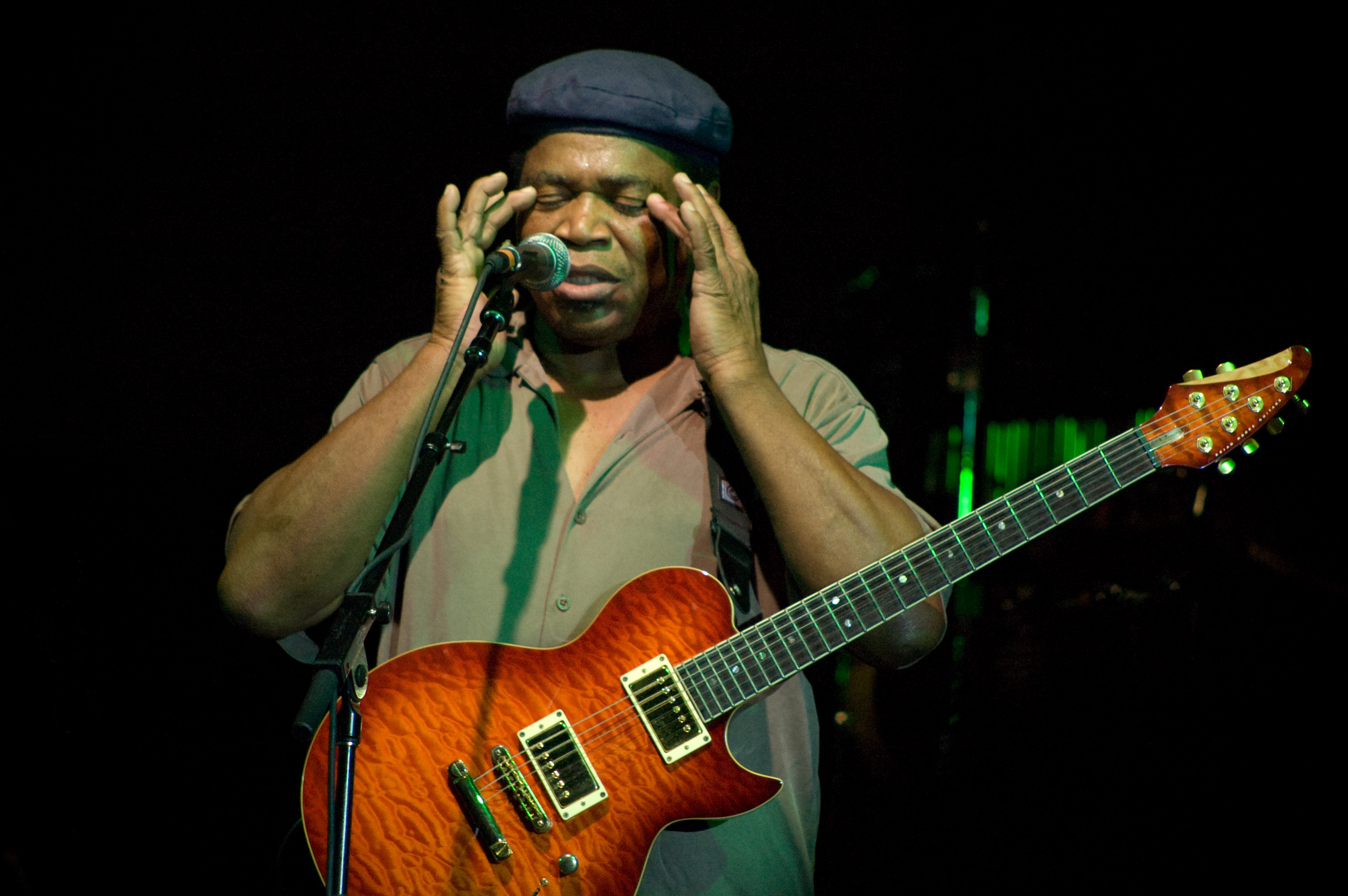
Ray White beim Konzert Zappa plays Zappa am 13. Oktober 2007 in Kopenhagen

Im Juli und August 2007 spielte die Band auf ihrer Nordamerika-Show mit der gleichen Kernbesetzung wie 2006. Danach trat die Band im September und Oktober in Europa auf, bevor sie in die USA zurückkehrte, beginnend mit einer weiteren Halloween-Show in New York. Ray White war Gastsänger und Gitarrist auf dieser Tour. Die 2007er-Tour endete Anfang Dezember in Australien und wurde mit einer Handvoll Auftritten in Japan im Januar 2008 fortgesetzt. Steve Vai trat erneut als Gast in diesen Shows auf. Im Sommer 2008 folgte eine kurze Tour in der gleichen Konstellation durch die USA und Kanada.
Am 28. Juli 2011 begann eine neue Tour mit dem Zappa-plays-Zappa-Projekt durch die USA und England. Wieder mit der Kernbesetzung von 2006, ergänzt durch zwei weitere Musiker.

## Musiker

### Musiker bei der Tournee 2005
- Dweezil Zappa – Gitarre
- Aaron Arntz – Trompete, Keyboard
- Scheila Gonzalez – Saxophon, Flöte, Keyboards, Gesang
- Pete Griffin – E-Bass
- Billy Hulting – Marimbaphon, Percussion
- Jamie Kime – Gitarre
- Joe Travers – Schlagzeug, Gesang

### Gäste in den meisten Shows 2006
- Napoleon Murphy Brock – Gesang, Saxophon, Flöte
- Terry Bozzio – Schlagzeug, Gesang
- Steve Vai – Gitarre

### Gast in den Shows 2007 und 2008
- Ray White – Gesang, Gitarre

### Musiker bei der Tournee 2011
- Scheila Gonzalez – Saxophon, Flöte, Keyboard, Gesang
- Billy Hulting – Marimbaphon, Percussion
- Jamie Kime – Gitarre
- Pete Griffin – Bass
- Ben Thomas – Gesang
- Joe Travers – Schlagzeug und Gesang
- Chris Norton – Keyboard, Gesang